# Pagar Sari
Pagar Sari is een bestuurslaag in het regentschap Lahat van de provincie Zuid-Sumatra, Indonesië. Pagar Sari telt 787 inwoners (volkstelling 2010).